# AK Близнецов
AK Близнецов (лат. AK Geminorum) — одиночная переменная звезда в созвездии Близнецов на расстоянии приблизительно 8,21 ± 0,46 тыс. световых лет (2,52 ± 0,14 килопарсек) от Солнца. Видимая звёздная величина звезды — от +14,7m до +13,6m. Переменность выявлена в 1928 году.

## Характеристики
AK Близнецов — жёлто-белая пульсирующая переменная звезда типа RR Лиры (RRAB) спектрального класса F. Радиус — 4,29+0,08
−0,15 солнечных, светимость — 22 ± 4 солнечных. Эффективная температура — 6032+107
−57 K. Период переменности 0,45745 суток, эпоха максимума 2456915,7175 JD.